# Neosemidalis (Neosemidalis) differens
Neosemidalis (Neosemidalis) differens is een insect uit de familie van de dwerggaasvliegen (Coniopterygidae), die tot de orde netvleugeligen (Neuroptera) behoort. 
Neosemidalis (Neosemidalis) differens is voor het eerst wetenschappelijk beschreven door Meinander in 1972.